# Antón Abad
Antón Abad Chavarría (Zaidín, 1958) es un cantautor Español, considerado como el principal representante de la canción en catalán de Aragón junto a Tomás Bosque y Àngel Villalba.
Con un lenguaje vivo y de gran regusto popular (no exento de dialectismos), a pesar de haber comenzado a cantar hacia 1975, no se dio a conocer hasta 1989 con un LP titulado Avui és un día com un altre, al que siguieron Lo ball de la polseguera (1991), Cap problema (1995), A la corda fluixa (2005) y Llesques (2009).
Sus textos hablan a menudo, de forma desengañada y crítica, de la sociedad actual («Un tipus perillós», «La taverna»). La niñez es vista a menudo como el único paraíso auténtico, precisamente porque ha sido perdido de forma irreversible («Lo barquet de paper»). Agricultor de profesión, su contacto con el público es cálido, pero sus actuaciones fuera de su área de origen han sido escasas hasta el momento y han tenido poca resonancia mediática.